# Jean-Joseph Gauthier
Jean-Joseph Gauthier (* 30. April 1765 in Septmoncel; † 26. November 1815 in Ruffey-sur-Seille) war ein französischer Général de brigade in den Koalitionskriegen.
Er war der Cousin von Jean-Pierre Gauthier, der sich zur besseren Unterscheidung „Leclerc“ oder „Gauthier-Leclerc“ nannte.

## Leben
Am 15. August 1791 trat Jean-Joseph Gauthier als Freiwilliger in das 7e bataillon de volontaires du Jura (7. Freiwilligenbataillon des Département Jura) ein. Bereits am 24. November 1791 wurde ihm die Dienststellung eines Sergent-major (etwa: Kompaniefeldwebel) übertragen. Während des Feldzuges 1792 mit der Armée du Rhin wurde er im folgenden Jahr zum Adjudant sous-officier (Adjutant-Unteroffizier) ernannt. In der Schlacht bei Hondschoote konnte er sich auszeichnen, ebenso bei der Belagerung von Maubeuge am 16. Oktober 1793.
Am 11. Mai 1794 in der „Armée du Nord“ zum Lieutenant befördert, kämpfte er im Aufstand der Vendée. Am 2. August 1794 wurde zum Aide de camp seines Freundes Général Lecourbe ernannt und nahm an den Feldzügen der folgenden fünf Jahre in der Armée de Sambre-et-Meuse, der „Armée du Rhin“ und der Armée d’Helvétie teil. Es erfolgte dann die Beförderung zum Capitaine in der Funktion als Aide de camp (Capitaine aide de camp). Am 13. März 1799 raffte er um die 20 Soldaten aus verschiedenen Truppenteilen zusammen und griff an ihrer Spitze eine 800 Mann starke österreichische Kolonne an, die sich ergeben musste. Am 6. April griff er an der Spitze einer Abteilung Grenadiere eine feindliche Gruppierung an und konnte sie vollständig vernichten. Das brachte ihm die Beförderung zum Chef de bataillon auf dem Schlachtfeld und ein Anerkennungsschreiben des Direktoriums ein.
Am 4. Dezember 1799 wurde Gauthier zum Chef de brigade befördert, und am 20. Februar 1800 wurde ihm das Kommando über die 38e demi-brigade d’infanterie übertragen. In den folgenden drei Jahren nahm er an den Feldzügen der Armée du Rhin und der Armée de l’Ouest teil. Im Jahre 1801 befand er sich in Vannes und in den beiden folgenden Jahren in Brest. Im Jahre 1803 wird er noch als Colonel des 37e régiment d’infanterie genannt. Am 11. Dezember des gleichen Jahres wurde ihm das Kreuz eines Ritters der Ehrenlegion verliehen, was am 14. Juni 1804 durch die Stufe eines Offiziers der Ehrenlegion erhöht wurde. Gleichzeitig wurde er Mitglied des Wahlkollegiums des Département Jura.

### Général de l’Empire
Von 1805 bis 1806 gehörte Gauthier zur Armée d’Italie und wechselte dann 1807 zur Grande Armée. 1809 befand er sich mit der 3. Division des 4. Armeekorps in Deutschland. Seine Verdienste in der Schlacht bei Essling führten zu seiner Ernennung zum Baron de l’Empire (Baron des Kaiserreichs) am 19. Dezember mit einer Dotation von 4000 Francs Leibrente. Am 6. August 1811 wurde er zum Général de brigade befördert und diente in Illyrien. Während des Feldzuges in Dalmatien (1813–1814) verteidigte er das befestigte Cattaro gegen die Angriffe britisch-montenegrinischer Truppen. Nachdem er sich am 3. Januar 1814 hatte ergeben müssen, konnte er im Gefangenenaustausch schließlich im Februar 1814 nach Frankreich zurückkehren.
Im März 1814 stand er während des Frankreichfeldzuges in der Armée de Lyon. Während der Zeit der Ersten Restauration übernahm er das Kommando über das Département Ain, König Louis XVIII. verlieh ihm am 20. August 1814 die Stufe Chevalier des Ordre royal et militaire de Saint-Louis. Im März geleitete er den zurückgekehrten Kaiser Napoleon nach Paris. Im Mai wurde er zum Kommandanten der 1. Brigade der 9. Infanteriedivision im 2. Korps in der Armée du Nord ernannt. In dieser Funktion war er am Sommerfeldzug von 1815 in Belgien beteiligt.
Am 15. Juni 1815 wurde er von einer aus großer Entfernung abgefeuerten Musketenkugel in den Unterbauch getroffen. Am 31. August 1815 wurde Gauthier nach Hause entlassen.
Er starb am 26. November 1815 an der am 15. Juni erlittenen Verwundung und wurde in Ruffey-sur-Seille beigesetzt.
Sein Name findet sich seltsamerweise nicht auf einer der Tafeln des Arc de Triomphe de l’Étoile.